# Jurinia badiventris
Jurinia badiventris är en tvåvingeart som först beskrevs av Wulp 1888.  Jurinia badiventris ingår i släktet Jurinia och familjen parasitflugor.
Artens utbredningsområde är Costa Rica. Inga underarter finns listade i Catalogue of Life.